# Campionato mondiale di tamburello a 3 femminile
Il campionato mondiale di tamburello a 3 femminile è una competizione sportiva internazionale a cadenza quadriennale organizzata dalla Federazione Internazionale del Tamburello (FIBT).
Si tratta di un torneo tra nazionali di tamburello a 3, detto anche tamburello Indoor, che assegna il titolo di campione del mondo alla nazionale vincitrice.
L'attuale detentrice è l'Italia, vincitrice dell'edizione 2013.

## Edizioni
| Anno          | Ospitante |           | Finale    | Finale   | Finale    |           | Finale terzo e quarto posto | Finale terzo e quarto posto | Finale terzo e quarto posto |
| Anno          | Ospitante | Vincitore | Risultato | 2º posto | 3º posto  | Risultato | 4º posto                    |                             |                             |
| 2013 Dettagli | Italia    | Italia    | 13 – 5    | Francia  | Catalogna | 13 – 11   | Ungheria                    |                             |                             |